# Szewron (naszywka)

US Army: Master Sergeant (E-8)

Wielka Brytania, Royal Air Force: Sergeant

Szewron (ang. i fr. chevron) – naszywka na rękawie lub naramienniku munduru, w kształcie prostej lub odwróconej litery „V”, stosowana w siłach zbrojnych i innych służbach mundurowych wielu państw świata, zwykle dla oznaczenia stopnia (najczęściej podoficerskiego), rzadziej długości służby.
W Straży Granicznej II Rzeczypospolitej szewrony zostały wprowadzone w 1935 roku rozkazem nr 3/35 p. 16/1 Komendy Straży Granicznej. Miały one kształt kątów prostych z kątem zwróconym ku dołowi umiejscowionym na linii zgięcia łokcia na lewym rękawie. Szeregowy SG nabywał prawo do noszenia węższego szewronu po odbyciu trzech lat służby zawodowej i kolejnych, co trzy lata. Szewron szeroki zastępował trzy węższe.

## Bibliografia

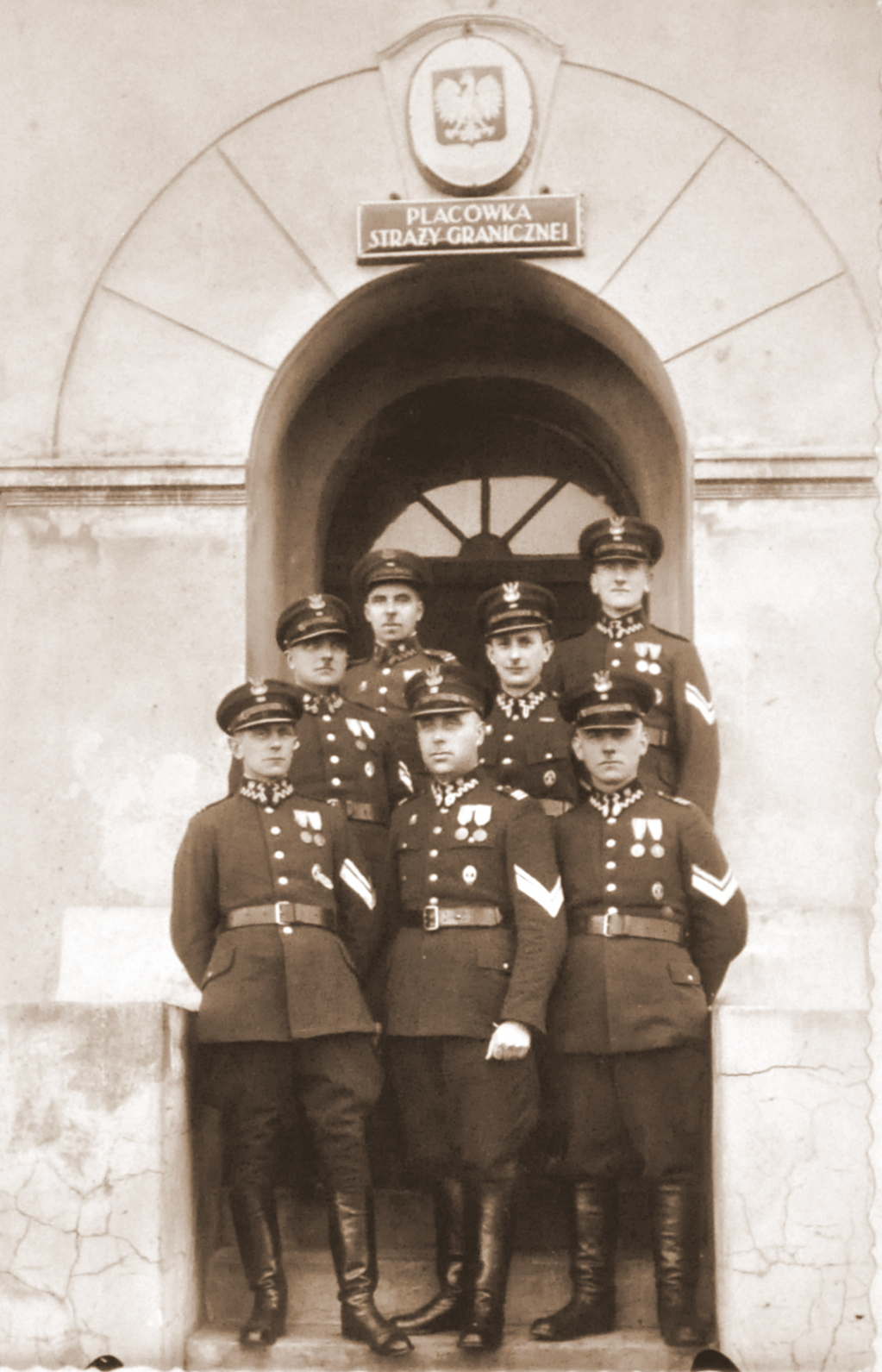
Obsada placówki SG „Bogdaj” w 1933 – na rękawach strażników widoczne szewrony